# Racketeer Influenced and Corrupt Organizations Act
Zákon Racketeer Influenced and Corrupt Organizations Act (RICO) je federální zákon Spojených států, který rozšiřuje trestní sankce a občanskoprávní nároky za činy provedené v rámci operující zločinecké organizace.
Zákon RICO byl uzákoněn paragrafem 901(a) zákona o kontrole organizovaného zločinu z roku 1970 (Pub. L. 91–452) a je kodifikován v 18 U.S.C. ch. 96 jako 18 USC §§ 1961. G. Robert Blakey, poradce Operačního výboru vlády Senátu Spojených států, jej navrhl pod dohledem předsedy výboru, senátora Johna Little McClellan. Byl uzákoněn jako Hlava IX zákona o kontrole organizovaného zločinu z roku 1970 a podepsán americkým prezidentem Richardem Nixonem. Zatímco jeho původní použití v 70. letech bylo ke stíhání mafie a dalších, kteří se aktivně zapojili do organizovaného zločinu, jeho pozdější použití má větší záběr.
Počínaje rokem 1972 přijalo 33 států státní zákony RICO, aby bylo možné stíhat podobné chování.

## Souhrn
Podle RICO může být osoba, která se během 10 let dopustila „alespoň dvou činů vydírání“ ze seznamu 35 zločinů (27 federálních zločinů a osm státních zločinů dle amerického právního systému), obviněna z vydírání, pokud tyto činy souvisejí v jednom ze čtyř specifikovaných způsobu k „(zločinečkému) podniku“. Ti, kteří budou shledáni vinnými z vydírání, mohou být pokutováni až 25 000 $ a odsouzeni k 20 letům vězení za vydírání. Kromě toho se vyděrač musí vzdát všech neoprávněně získaných zisků a podílů na podnikání získaných prostřednictvím vzoru „vydírání“.
Americký právník, který se rozhodne obvinit někoho v rámci RICO, má možnost požádat o předběžný soudní příkaz nebo soudní příkaz k dočasnému zabavení majetku obžalovaného a zabránění převodu potenciálně propadnutelného majetku a požadovat, aby obžalovaný složil kauci za plnění. Toto ustanovení bylo vloženo do zákona, protože vlastníci fiktivních korporací spojených s mafií často unikali se svým majetkem. Soudní příkaz nebo záruka na plnění zajišťuje zabavení majetku, že v případě rozsudku o vině.
V mnoha případech může hrozba obžaloby RICO donutit obžalované, aby se přiznali k nižším obviněním, částečně proto, že zabavení majetku by ztížilo zaplacení obhájce. Navzdory přísným ustanovením je obvinění související s RICO považováno jako snadno prokazatelné u soudu, protože se zaměřuje na vzorce chování, na rozdíl od trestných činů.
RICO také umožňuje soukromé osobě „poškozené ve svém podnikání nebo majetku“ „vydíráním“ podat občanskoprávní žalobu. Žalobce musí prokázat existenci „(zločinného) podniku“. Žalovaný a podnik nejsou jedno a totéž. Mezi žalovaným a podnikem musí existovat jeden ze čtyř specifikovaných vztahů: buď žalovaný investoval výnosy z vyděračské činnosti do podniku (18 USC § 1962(a)); nebo získal či si udržoval podíl v podniku nebo kontrolu nad podnikem prostřednictvím vydírání (pododdíl b)); nebo žalovaný řídil nebo se podílel na záležitostech podniku „skrze“ vzor vydírání (pododdíl c)); nebo se žalovaný dohodl na jednom z výše uvedených (pododdíl (d)). Podnik je v podstatě buď „cenou“, „nástrojem“, „obětí“ nebo „pachatelem“ vyděračů. Občanskoprávní žalobu RICO lze podat u státního nebo federálního soudu.
Jak trestní tak civilní složka RICO umožňují vymáhání trojnásobné náhrady škody (trojnásobek skutečné/kompenzační škody).
Ačkoli jeho primárním záměrem bylo vypořádat se s organizovaným zločinem, Blakey řekl, že Kongres nikdy neměl v úmyslu, aby se to pouze vztahovalo na mafii. Jednou pro časopis Time řekl: "Nechceme jednu sadu pravidel pro lidi z řad "modrých límečků" nebo jejichž jména končí na samohlásky (tj. manuálně pracující), a jinou sadu pro "bílé límečky" (tj. manažery a administrátory), kteří mají diplomy z univerzit Ivy League."

## Zákony ve státech USA
Počínaje rokem 1972 přijalo třiatřicet států, stejně jako Portoriko a Panenské ostrovy Spojených států, zákony RICO, které se týkají dalších státních trestných činů v rámci podobného systému.

## Predikativní delikty RICO
Podle zákona je význam vyděračské činnosti stanoven na 18 USC § 1961. V aktuálním znění obsahuje:
- Jakékoli porušení státních zákonů proti hazardním hrám, vraždám, únosům, vydírání, žhářství, loupeži, úplatkářství, obchodování s obscénními záležitostmi nebo obchodování s kontrolovanou látkou nebo uvedenou chemickou látkou (jak je definováno v zákoně o kontrolovaných látkách);
- Jakýkoli čin úplatkářství, padělání, krádež, zpronevěra, podvod, obchodování s obscénními záležitostmi, maření spravedlnosti, otroctví, vydírání, hazardní hry, praní špinavých peněz, spáchání vraždy na nájem a mnoho dalších trestných činů, na které se vztahuje federální trestní zákoník (Hlava 18);
- Zpronevěra odborových fondů;
- Konkurzní podvod nebo podvod s cennými papíry;
- Obchod s drogami; dlouhodobé a propracované drogové sítě mohou být stíhány také podle statutu pokračujícího kriminálního podnikání;
- Trestní porušování autorských práv;
- Praní špinavých peněz a související trestné činy;
- Přivádění, napomáhání nebo napomáhání cizincům při nelegálním vstupu do země (pokud šlo o finanční zisk);
- Teroristické činy.

Vzor vyděračské činnosti vyžaduje alespoň dva činy vyděračské činnosti, z nichž k jednomu došlo po datu účinnosti této kapitoly a k poslednímu z nich došlo během deseti let (bez jakékoli doby odnětí svobody) po spáchání předchozího činu vyděračské činnosti . Nejvyšší soud USA nařídil federálním soudům, aby se řídily testem kontinuity plus vztahu, aby bylo možné určit, zda fakta konkrétního případu vedou k ustálenému vzoru. Nezákonné činy obsahující vzor se nazývají „predikátní“ trestné činy. Predikátové činy spolu souvisí, pokud „mají stejné nebo podobné účely, výsledky, účastníky, oběti nebo metody pověření, nebo jsou jinak vzájemně propojeny rozlišováním charakteristik a nejsou izolovanými událostmi“. Kontinuita je uzavřený i otevřený koncept, který odkazuje buď na uzavřené období chování, nebo na minulé chování, které se svou povahou promítá do budoucnosti s hrozbou opakování.

## Použití zákonů RICO
Ačkoli některé z predikátních činů RICO jsou vydírání a výpalné, jednou z nejúspěšnějších aplikací zákonů RICO byla možnost obžalovat a/nebo sankcionovat jednotlivce za jejich chování a činy spáchané na svědcích a obětech v údajné odvetě nebo odplatě za spolupráci s federálními zákon-vynucovacími orgány nebo zpravodajské agentury.
Porušení zákonů RICO lze obviňovat v občanskoprávních soudních řízeních nebo v případě trestních obvinění. V těchto případech mohou být vznesena obvinění proti jednotlivcům nebo korporacím jako odveta za uvedené jednotlivce nebo korporace spolupracující s orgány činnými v trestním řízení. Dále lze obvinění vznést také proti jednotlivcům nebo společnostem, které žalovaly nebo podaly trestní oznámení na obžalovaného.
Anti-SLAPP (strategic lawsuit against public participation – strategická žaloba proti veřejné účasti) zákony mohou být použity ve snaze omezit údajné zneužívání právního systému jednotlivci nebo korporacemi, kteří používají soudy jako zbraň k odvetě proti oznamovatelům nebo obětem nebo k umlčení slova dalších osob. RICO lze uplatnit, pokud lze prokázat, že právníci nebo jejich klienti se spikli a spolupracovali na vymýšlení fiktivních právních stížností pouze za účelem odplaty a odvety za to, že byli postaveni před soud. 
Ačkoli zákony RICO mohou kromě jiných tradičnějších predikátních činů RICO, jako je vydírání, vydírání a výpalné, pokrývat trestné činy obchodování s drogami, rozsáhlé a organizované drogové sítě jsou nyní běžně stíhány podle statutu CCE (Continuing Criminal Enterprise Statute – statutu pokračujícího kriminálního podniku), známého také jako „Statut Kingpin (klíčový svědek)“. Zákony CCE se zaměřují pouze na obchodníky s lidmi, kteří jsou zodpovědní za dlouhodobé a komplikované spiknutí, zatímco zákon RICO se vztahuje na různé druhy organizovaného zločinu.

### Občanská ustanovení
Statut RICO obsahuje ustanovení, které umožňuje zahájit občanskoprávní žalobu soukromou stranou za účelem vymáhání škod vzniklých v důsledku spáchání predikativního trestného činu RICO.

## Slavné případy
- Kovbojská mafie
- Motocyklový klub Hells Angels
- Latinští králové
- Gil Dozier
- Policejní oddělení Key West
- Michael Milken
- Major League Baseball
- Policejní oddělení Los Angeles
- Mohawk Industries
- zločinecká rodina Gambino
- zločinecká rodina Lucchese
- Zločinecká rodina Bonanno
- Chicagský outfit
- Michael Conahan a Mark Ciavarella
- Scott W. Rothstein
- AccessHealthSource
- FIFA
- Společnost Drummond
- Senátor z Connecticutu Len Fasano
- Lechter v. Aprio
- YSL Records

### Obvinění exprezidenta Trumpa
V srpnu 2023 byl bývalý prezident Donald Trump spolu s Rudym Giulianim a dalšími 16 lidmi obviněn velkou porotou z toho, že se pokusili zvrátit Trumpovu volební porážku v roce 2020 v americkém státu Georgia. Obviněni této skupiny zahrnuje 41 trestných činů, včetně vydírání. V případě Giulianiho je zajímavé, že zákona RICO sám jako státní zástupce na Manhattanu v 80. letech užíval ke stíhání skupin organizovaného zločinu.